# Кашина Понтето (Алесандрија)
Кашина Понтето је насеље у Италији у округу Алесандрија, региону Пијемонт.
Према процени из 2011. у насељу је живело 26 становника. Насеље се налази на надморској висини од 93 м.